# 金麗兼
金麗兼，别号雙南，又号補軒居士、歇狂居士。浙江嘉興府秀水縣民籍。

## 生平
萬曆四十年（1612年）壬子科浙江鄉試第三十二名，万历四十四年（1616年）丙辰科进士，授行人。天启间擢吏部主事。崇祯初升员外、郎中，以廉静称。著有焚香录、补轩集。